# Fonfría (Teruel)
Fonfría è un comune spagnolo di 31 abitanti situato nella comunità autonoma dell'Aragona.